# Die Elixiere des Teufels (1973)
Die Elixiere des Teufels ist ein deutsch-tschechoslowakischer Spielfilm von Ralf Kirsten aus dem Jahr 1973. Er beruht auf Motiven von E.T.A. Hoffmanns Roman Die Elixiere des Teufels. Der tschechoslowakische Titel des Films lautet Elixíry ďábla.

## Handlung
Der gläubige Kapuzinermönch Franziskus rettet die junge Aurelie aus einem reißenden Fluss. Beide verbringen die Nacht zusammen. Am nächsten Tag wird Franziskus von Aurelies Bruder, Hermogen von Waldstätten, verjagt. Gegen den Willen der Äbtissin, für die Franziskus noch sein ganzes Leben vor sich hat, tritt dieser ins Kloster ein. Er glaubt, dass dort alle gleich sind. Als Klostermönch nennt sich Franziskus nun Menardus. Schon nach kurzer Zeit gilt Franziskus als wichtiges Mitglied des Klosters. Er kümmert sich um die Reliquien, darunter auch eine Flasche mit den Elixieren des Teufels. Dem Kloster wird ein Besuch von Viktorin abgestattet, der die Reliquien lästert und von den Elixieren trinkt, während Franziskus danebensteht. Der zwielichtige Cyrillus beobachtet die Szene. Wenig später wird Franziskus auf sein Betreiben hin wegen Lästerung der Reliquien von den Mönchen an ein Kreuz gebunden und ausgepeitscht.
Der Bischof besucht das Kloster und will Franziskus für sich gewinnen. Er ahnt, dass Franziskus eine starke Waffe für den katholischen Glauben wäre, da er attraktiv und überzeugend in der Rede ist. Prior Leonard will ihn jedoch nicht freiwillig gehen lassen. Franziskus wiederum ist vom profanen Leben im Kloster enttäuscht. Als die Baronin Euphemie nach ihm als ihren neuen Beichtvater schickt, macht sich Franziskus auf den Weg. Die Baronin hatte einst eine Affäre mit Viktorin. Sie wurde von Hermogen von Waldstätten umworben, heiratete am Ende jedoch dessen Vater, den Baron. Viktorin besuchte sie nun als Mönch verkleidet erneut. Da sie ihren Beichtvater dem eifersüchtigen Hermogen vorzeigen soll, lässt sie nach einem echten Mönch schicken. Franziskus wiederum wird auf seinem Weg von seinem Bekannten, dem Gaukler Belcampo, ein Stück des Weges mitgenommen, der sein Gesicht immer hinter einer Maske verbirgt.
Wenig später kommt Franziskus im Haus des Barons an und Hermogen glaubt, ihn zu kennen. Euphemie weist ihm eine Kammer zu, durch deren Spiegel sie ihn beobachten kann. Durch einen Trick kann wenig später auch Franziskus wie durch eine Scheibe in Euphemies Schlafgemach sehen. Als er wie von Sinnen die Scheibe zerschlagen will, fällt er in Euphemies Schlafzimmer und sie verführt ihn. Im Haus des Barons sieht Franziskus auch Aurelie wieder und beide erkennen ihre bestehende Liebe füreinander. Sie verbringen viel Zeit zusammen, bis Aurelie Franziskus eröffnet, dass sie ein Kind von ihm erwartet. Franziskus will nun dem Kloster entsagen und sich von seinem Gelübde freikaufen. Der Baronin wird unterdessen von Hermogen ihre Verschwendungssucht vorgeworfen. Sie hält ihm entgegen, dass Aurelie von Franziskus schwanger ist und Hermogen greift Franziskus an. Im Zweikampf ersticht Euphemie Hermogen und behauptet, Franziskus habe ihn getötet. Auch den späteren Giftmord an ihrem Gatten hängt Euphemie dem inzwischen geflohenen Franziskus an. Der taucht in weltlichen Kleidern bei Belcampo unter.
Sie ziehen in eine Stadt, wo Franziskus Viktorin wiedersieht. Als die Wagen der Waldstättens an ihnen vorbeifahren, gesteht Franziskus Viktorin, dass er Aurelie liebt. Viktorin bietet ihm an, ihn bei Hof einzuführen, obwohl Aurelie inzwischen als verrückt gilt. Franziskus gibt sich nun als Pole aus und gewinnt genug Geld beim Glücksspiel, um sich von seinem Gelübde freizukaufen. Bei einem Maskenball, bei dem auch Euphemie und Aurelie anwesend sind, erscheint Franziskus in der Gestalt des Todes. Obwohl er von Belcampo gewarnt wird, dass er Opfer einer Intrige werden wird, bleibt Franziskus und enttarnt sich um Mitternacht. Er wird verhaftet und des Doppelmordes sowie der Schändung Aurelies angeklagt. Aurelie erkundigt sich regelmäßig bei der Äbtissin nach dem Zustand von Franziskus, der wie von Belcampo vorhergesagt, Opfer einer Privatintrige des Fürsten wurde. Der wollte mit einer Verurteilung Franziskus’ den Mönchen eins auswischen. Inzwischen hat er sich anders besonnen und will Franziskus freilassen, um behaupten zu können, dass dieser von den Mönchen aus Angst vor der Aufdeckung ihrer Umtriebe entführt worden sei. Der Fürst will ihn über die Grenze bringen lassen. Die Äbtissin ahnt nach dieser Nachricht, dass dies nicht die Freiheit, sondern die Vogelfreiheit für Franziskus bedeutet, und bricht zusammen. Die Mönche wiederum wollen dies verhindern. Der Bischof übergibt Prior Leonard ein Gift, das er Franziskus einflößen soll. Der will nicht sterben, da er noch gar nicht richtig gelebt habe. Dennoch trinkt er den vergifteten Wein und bricht nach einem letzten Gespräch mit Aurelie, die ihm von der geplanten Freilassung durch den Fürsten berichtet, scheinbar tot zusammen. Aurelie flieht zu Belcampo, wo sie ihr Kind, einen Sohn, zur Welt bringt. Sie ahnt, dass Franziskus tot ist und geht ins Kloster.
Franziskus ist nicht gestorben, sondern fiel nur in eine tiefe Ohnmacht. Er erwacht im Palast des Bischofs. Der berichtet ihm, dass seine Eltern tot seien, Aurelie ins Kloster gegangen und das gemeinsame Kind verstorben sei. Franziskus sei nun ein Kind der Kirche und er, der Bischof, habe ihm zum zweiten Mal das Leben gegeben. Beim nächsten Gottesdienst steht Franziskus an der Seite des Bischofs. Die Frau, die geschmückt das Gelübde für den Eintritt ins Kloster ablegen soll, ist keine andere als Aurelie. Franziskus eilt zu ihr und beide gestehen sich ihre Liebe. Sie wollen fliehen, werden jedoch aufgehalten. Als Franziskus die Masse bittet, ihn einfach nur in Ruhe leben zu lassen, und die Verfehlungen der Kirche anprangert, wird er von Cyrillus erstochen. Belcampo wiederum erschießt Cyrillus, während sich der ebenfalls anwesende Handlanger des Fürsten Victorin heimlich aus der Kirche stiehlt. Die Äbtissin beweint den toten Franziskus und Aurelie bittet Belcampo, sie bei Franziskus zu lassen. Der sei ihr Leben gewesen, doch Belcampo eröffnet ihr, dass Franziskus sein Sohn war. Wenig später fahren Belcampo, Aurelie und ihr kleiner Sohn im Gauklerwagen davon.

## Produktion
Die Elixiere des Teufels wurde ab 1972 unter anderem in Dresden, Görlitz, im Riesengebirge und im Magdeburger Dom gedreht. Die Filmbauten stammen von Dieter Adam, Klaus Selignow und Jiří Rulík, die Kostüme schufen Ingeborg Kistner und Nita Romanecova.
Der Film erlebte am 9. März 1973 im Leipziger Capitol seine Premiere. Am 13. April 1973 kam er in die Kinos der DDR und wurde am 18. Dezember 1974 erstmals auf DFF 2 im Fernsehen gezeigt. Am 27. Juni 1978 erfolgte die bundesdeutsche Fernsehpremiere im NDR.
Ebenfalls 1973 verfilmte die DEFA mit Aus dem Leben eines Taugenichts ein zweites Werk der deutschen Romantik. Im Jahr 1976 erfolgte unter der Regie von Manfred Purzer eine bundesdeutsche Verfilmung von Die Elixiere des Teufels mit Dieter Laser in der Rolle des Medardus.

## Kritik
Die zeitgenössische Kritik nannte Die Elixiere des Teufels „eigenartig uneinheitlich…“, dabei jedoch trotzdem unterhaltsam und gestalterisch verdienstvoll.
Andere Kritiker befanden rückblickend, dass Regisseur Ralf Kirsten „den Widerspruch zwischen dramaturgischer Rationalisierung und der irrationalen Phantastik als Basis des Stoffs nicht lösen“ konnte.